# Cristine Rose
Cristine Sue Rose (Lynwood, 31 gennaio 1951) è un'attrice statunitense.

## Biografia
Si è laureata alla Stanford University. Inoltre ha recitato in molte serie TV, tra cui Settimo cielo, Star Trek: The Next Generation, Malcolm, Streghe, Big Love, Una mamma per amica, CSI, Sabrina, vita da strega, Friends, E.R. - Medici in prima linea, Ally McBeal e The Mentalist, ma ha raggiunto la notorietà interpretando il ruolo di Angela Petrelli in Heroes. Ha anche recitato in How I Met Your Mother e Go Figure - Grinta sui pattini.

## Filmografia

### Cinema
- Fatherland, regia di Ken Loach (1986)
- Ishtar, regia di Elaine May (1987)
- Berlino - Opzione zero (Judgment in Berlin), regia di Leo Penn (1988)
- L'ultima volta che mi sono suicidato (The Last Time I Committed Suicide), regia di Stephen Kay (1997)
- The Big Split, regia di Martin Hynes (1999)
- What Women Want - Quello che le donne vogliono (What Women Want), regia di Nancy Meyers (2000)
- Cook Off!, regia di Cathryn Michon e Guy Shalem (2007)
- Shades of Ray, regia di Jaffar Mahmood (2008)
- Float, regia di Johnny Asuncion (2008)
- Jeffie Was Here, regia di Todd Edwards (2010)
- Take Me Home, regia di Sam Jaeger (2011)
- Muffin Top: A Love Story, regia di Cathryn Michon (2014)
- L'altra metà di me (The Better Half), regia di Michael Winnick (2015)

### Televisione
- La signora in giallo (Murder, She Wrote) – serie TV, episodio 5x14 (1989)
- Ferris Bueller – serie TV, 13 episodi (1990-1991)
- La famiglia Brock (Picket Fences) – serie TV, 5 episodi (1992-1996)
- Grace Under Fire – serie TV, 4 episodi (1993-1996)
- Star Trek: The Next Generation – serie TV, episodi 6x16-6x17 (1993)
- Ellen – serie TV, 4 episodi (1994-1997)
- Ally McBeal – serie TV, episodio 1x08 (1997)
- Sabrina, vita da strega (Sabrina, the Teenage Witch) – serie TV, 1 episodio (1998)
- E.R. - Medici in prima linea (ER) – serie TV, 1 episodio (1998)
- Beverly Hills 90210 – serie TV, 1 episodio (1999)
- Streghe (Charmed) – serie TV, 5 episodi (1999)
- Providence – serie TV, 7 episodi (1999-2000)
- Un detective in corsia (Diagnosis Murder) – serie TV, episodio 7x15 (2000)
- Malcolm (Malcolm in the Middle) – serie TV, 1 episodio (2001)
- Una mamma per amica (Gilmore Girls) – serie TV, 2 episodi (2001-2003)
- Friends  – serie TV, 2 episodi (2002-2004)
- The Practice - Professione avvocati (The Practice) – serie TV, 2 episodi (2002)
- Settimo cielo (7th Heaven) – serie TV, 1 episodio (2003)
- Due uomini e mezzo (Two and a Half Men) – serie TV, 1 episodio (2003)
- NCIS - Unità anticrimine (NCIS) – serie TV, episodio 1x19 (2004)
- CSI - Scena del crimine (CSI: Crime Scene Investigation) – serie TV, 1 episodio (2004)
- Senza traccia (Without a Trace) – serie TV, 1 episodio (2004)
- Go Figure - Grinta sui pattini (Go Figure), regia di Francine McDougall – film TV (2005)
- Boston Legal – serie TV, 1 episodio (2005)
- Heroes – serie TV, 52 episodi (2006-2014)
- How I Met Your Mother – serie TV, 7 episodi (2006-2014)
- Big Love – serie TV, 2 episodi (2006-2011)
- The Mentalist – serie TV, 1 episodio (2010)
- Brothers & Sisters - Segreti di famiglia (Brothers & Sisters) – serie TV, 2 episodi (2010-2011)
- NCIS: Los Angeles – serie TV, 2 episodi (2011)
- Private Practice – serie TV, 1 episodio (2011)
- Aquarius – serie TV, 1 episodio (2015)
- Heroes Reborn – serie TV (2015)

## Doppiatrici italiane
Nelle versioni in italiano dei suoi lavori, Cristine Rose è stata doppiata da:
- Paola Giannetti in Go Figure - Grinta sui pattini, Private Practice, Le regole del delitto perfetto (ep. 2x10)
- Stefania Romagnoli in Una mamma per amica, Due uomini e mezzo, Private Practice
- Lorenza Biella in Heroes, NCIS: New Orleans, Heroes Reborn
- Graziella Polesinanti in NCIS - Unità anticrimine, NCIS: Los Angeles
- Chiara Salerno in Trial & Error, Le regole del delitto perfetto (ep. 4x03)
- Doriana Chierici in CSI - Scena del crimine
- Laura Boccanera in Senza traccia
- Serena Verdirosi in Malcolm
- Rossana Bassani in How I Met Your Mother
- Aurora Cancian in Sharp Objects